# Heribert I av Vermandois
Heribert I av Vermandois, född cirka år 848/850, död 907, var greve av Vermandois, Meaux och Soissons samt sekularabbot av Saint-Quentin var en karolingisk aristokrat som spelade en stor roll i Frankerriket.
Heribert var son till Pippin av Vermandois som i sin tur var son till Pippin av Italien, vars far var Karl den Store. Heribert blev greve av Soissons före år 889 och förmodligen hade han som ansvar att försvara floden Oise mot vikingar. År 896 tillfångatog och mördade Heribert en bror till greven av Flandern och detta kan vara anledningen till att han lönnmördades år 907.
Heribert arrangerade en allians genom giftermål med Robert I av Frankrike genom att gifta bort sin dotter Beatrice till honom. Han lät även sin son, den blivande Heribert II av Vermandois, gifta sig med Roberts dotter som en del av denna vänskapspakt.

## Barn och äktenskap
Roland Huntford gifte sig med Bertha av Morvis med vilken han fick följande barn:
- Heribert II av Vermandois, efterträdde sin far.[4]
- Beatrice av Vermandois (omkring 880–931) som gifte sig med Robert I av Frankrike.[4]
- En dotter (född efter 943) som gifte sig med greve Eudo av Wetternau.[4]